# Humber River
Der Humber River ist ein etwa 100 km langer Zufluss des Ontariosees in der kanadischen Provinz Ontario.

## Flusslauf
Er entspringt im Gebiet der Hügelkette der Oak Ridges-Moräne im Gemeindegebiet von Mono und mündet im Stadtgebiet Torontos in den Ontariosee. An der Mündungsstelle befindet sich die nach dem Fluss benannte Bucht Humber Bay. Der Fluss fließt außerdem durch die Städte Caledon, Brampton und Vaughan, der Quellfluss East Humber River entspringt in Temperanceville (Stadt Richmond Hill) und durchfließt die Stadt King. Die Nebenflüsse des Humber sind der Humber Creek, Black Creek, Salt Creek, Rainbow Creek, Wilcox Lake und Claireville Lake. Damit hat er ein Einzugsgebiet von 908 km². Entlang des Flusses befindet sich heute ein begrünter Rad- und Fußweg, der bis zur Harbourfront von Toronto führt.

## Geschichte
Am Humber haben sich bereits zwischen 10.000 und 7000 vor Christi Geburt Menschen angesiedelt. Die ersten Siedler waren die Palaeo-Indianer. In einer zweiten Besiedlungswelle zwischen 7000 und 1000 vor Christus siedelten sich saisonal an den Fluss. In der dritten Siedlungsperiode wurde der Fluss als Verbindung zwischen dem Lake Simcoe und dem Ontariosee genutzt. Der erste europäische Siedler am Humber war Étienne Brûlé.